# Gấu mèo con
Gấu mèo con (tiếng Nga: Крошка Енот; Cơ-rát-ka Ia-nớt) là một phim hoạt họa đồng thoại có phần khôi hài do Oleg Churkin đạo diễn, xuất bản năm 1974 tại Moskva.

## Lịch sử
Truyện phim phỏng theo đoản thiên Có con ma gấu trong ao (Little Raccoon and the thing in the pool) xuất bản năm 1963 tại New York của tác giả Lilian Moore.

## Nội dung
Vào cái hôm sinh thần Gấu Mèo Con, Gấu Mèo Mẹ bèn ra thử thách là bắt chú đi hái cói ngọt về làm bữa tối để coi chú đã lớn khôn hay chưa. Trên đường đi, Gấu Mèo đánh bạn với Khỉ Con để cùng ra tới bờ ao ngó có con gì gớm ghiếc dưới nước cứ hù bất cứ ai ra đấy.
Cảnh sắc lung linh trong khu rừng từ lúc tảng sáng đến khi chiều tà càng lúc trở nên hấp dẫn rất đỗi kì lạ với hai bạn nhỏ. Các chú vừa đi vừa hát như quên mất nhiệm vụ phải hoàn thành.

## Kĩ thuật
| Đạo diễn   | Oleg Churkin |
| Biên kịch  | Margarita Dolottseva |
| Giám chế   | Vyacheslav Nazaruk |
| Âm nhạc    | Vladimir Shainsky, Mikhayl Plyatskovsky |
| Âm thanh   | Vitaly Azarovsky |
| Hoạt họa   | Antonina Alyoshina, I. Belova, Boris Chani, G. Chernikova, Faina Yepifanova, Mstislav Kuprach, L. Rybchevskaya, Aleksandr Sichkar, Yelena Vershinina |
| Hiệu đính  | Valerya Konovalova, Marina Trusova |
| Lồng tiếng | K. Kuzmina — Gấu mèo mẹ Klara Rumyanova — Gấu mèo con Marya Vinogradova — Khỉ con                                                                    |

## Hậu trường
Ca khúc chủ đề Nụ cười (Улыбка) do nhạc sĩ Vladimir Shainsky biên soạn đã sớm trở thành một trong những bản nhạc phim kinh điển tại Liên Xô và Nga.